# 竹内美雪
竹内 美雪（たけうち みゆき、1995年12月7日 - ）は、兵庫県神戸市出身の日本の女子プロゴルファーである。所属はタイカ。

## 来歴
日本人と韓国人のハーフで、両親の影響で9歳でゴルフを始める。
父親の仕事の都合で小学6年生の時に大韓民国に移住、その後本格的にゴルフを始め、韓国で多くの有名選手を育てたノ・テホに師事する。
ジュニア時代の2012年にIJGTアジアンサーキットの日本代表選考会に優勝している。
韓国の鶴山女子高等学校卒業後の2014年、日本女子プロゴルフ協会（LPGA）最終プロテストに進出に進出し18位タイ。初挑戦で合格となり、LPGA86期生となる。